# Patrinia scabra
Patrinia scabra är en kaprifolväxtart som beskrevs av Aleksandr Andrejevitj Bunge. Patrinia scabra ingår i släktet Patrinia och familjen kaprifolväxter. Inga underarter finns listade i Catalogue of Life.